# August Friedrich Graun
Pour les articles homonymes, voir Graun.
August Friedrich Graun (né entre 1698 et 1699 à Wahrenbrück et mort le 5 mai 1765 à Mersebourg) est un chantre et compositeur allemand.

## Biographie
On sait peu de choses sur August Friedrich Graun, le frère aîné de Johann Gottlieb Graun et Carl Heinrich Graun. De 1729 jusqu'à sa mort, il est chantre de la cathédrale de Mersebourg et, en 1750, postule sans succès pour la succession du Thomaskantorenamt de Leipzig après la mort de Jean-Sébastien Bach.
Entre autres, il a composé un Kyrie.

## Accueil
Au musée de l'arrondissement de Bad Liebenwerda, une exposition permanente renseigne sur la vie et l'œuvre des frères Graun. À Bad Liebenwerda également, il y a un concours international pour le prix Gebrüder Graun tous les deux ans depuis 2003, et depuis 2011, il est lié à un festival de musique. L'école de musique de l'arrondissement d'Elbe-Elster s'appelle depuis 1994 l'école de musique de l'arrondissement "Gebrüder Graun".